# Parfüm-Fluss
Der Sông Hương oder Hương Giang (Hán Tự: 香江), übersetzt etwa Fluss der Wohlgerüche, Duftfluss oder Parfümfluss, ist ein langsam fließender Fluss in der zentral-vietnamesischen Provinz Thừa Thiên Huế.

## Namensdeutung
Zum Ursprung dieses Namens gibt es verschiedene Theorien: eine verweist auf die Pollen und Blüten, die im Frühjahr auf dem Wasser treiben, eine andere auf die wohlriechenden Edelhölzer, die auf dem Fluss transportiert wurden.

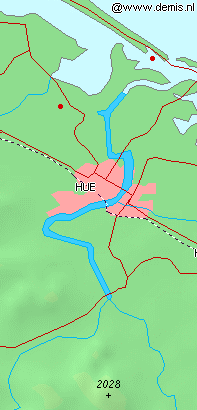
Karte des Sông Hương

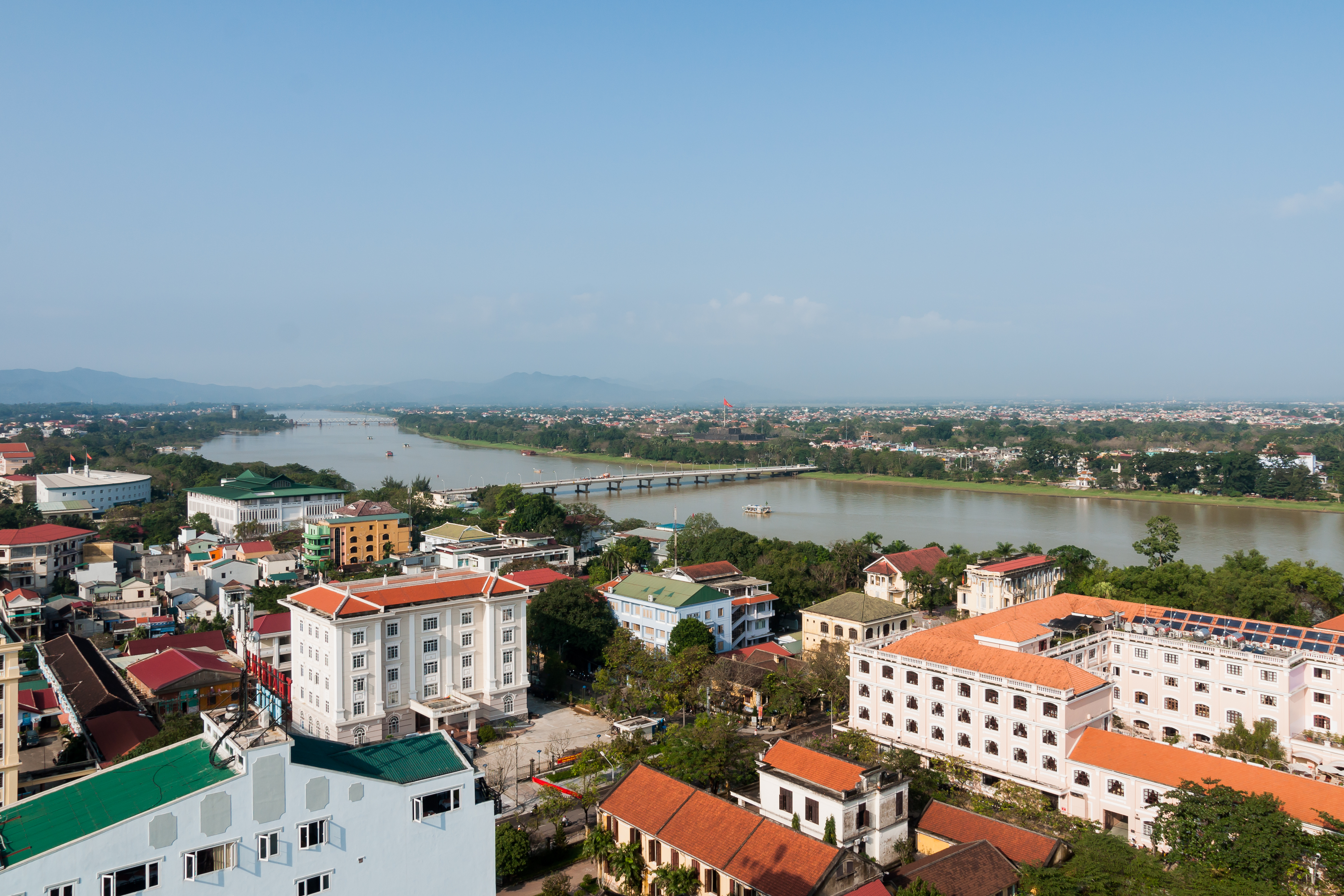
Der Parfümfluss bei Huế mit der Phú Xuân-Brücke

| \| Parfüm-Fluss \| |
| Parfüm-Fluss       |

## Quellflüsse und Oberlauf
Der Fluss speist sich aus zwei Quellflüssen, die im Trường Sơn-Gebirgszug entspringen. Der östliche Zufluss Tả Trạch nimmt seinen Verlauf aus dem östlichen Teil der Trường Sơn-Berge kommend über 55 eindrucksvolle Wasserfälle Richtung Nordwesten. Der kürzere Zufluss Hữu Trạch passiert 14 reißende Wasserfälle und den Tuần- oder Bảng Lãng-Anleger, bevor er den Zusammenfluss, die Bảng Lãng-Gabelung, erreicht. Der Fluss führt in Richtung Norden vorbei an den sieben Königsgräbern der Nguyễn-Dynastie, den Tempeln von Hòn Chén und Ngọc Trản, dann nordwestlich durch die Ebenen von Nguyệt Biều und Lương Quán, und weiter in Richtung Nordosten.

## Mittellauf
Am Mittellauf bei dem Dorf Kim Long steht auf einem Hügel am Flussufer die siebenstöckige Thiên-Mụ- oder Linh-Mụ-Pagode (Pagode der himmlischen Frau, Hán Tự: 天姥寺), ein Wahrzeichen der alten Kaiserstadt Huế, von der im Mai 1963 die Proteste gegen das Regime Ngô Đình Diệm in Sài Gòn ihren Anfang nahmen. Weiter durchfließt der Parfümfluss die Stadt Huế mit der Zitadelle von Huế, wo er von der Trường-Tiền- oder auch Tràng-Tiền-Brücke von 1899 überquert wird, die von Gustave Eiffel konstruiert wurde. Dann folgt der links abgehende Đông Ba-Kanal, der einen Flussbogen abkürzt, und die Flussinsel Cồn Hến.

## Mündung
Der Hương Giang mündet bei der Ortschaft Thuận An in die Tam Giang-Lagune und das Südchinesische Meer.

## Der Sông Hương in Dichtung und Musik
Sông Hương und der Berg Ngự Bình werden in dem Lied Ai ra xứ Huế (Wer sich nach Huế sehnt) von Duy Khánh besungen:
Ai ra xứ Huế thì ra
Ai về là về núi Ngự
Ai về là về sông Hương
Nước sông Hương còn vương chưa cạn
Chim núi Ngự tìm bạn bay về
Người tình quê ơi người tình quê thương nhớ xin trở về
Wer sich nach Huế sehnt,
Wer auf den Ngự Bình geht,
Wer zum Sông Hương geht, der geht gerne,
Das Wasser des Sông Hương umschmeichelt dich ewig,
Die Vögel des Ngự Bình kehren zurück zu ihren Lieben,
Geliebter, oh Geliebter, wenn Du mich vermisst, komm bitte auch zurück!

## Galerie

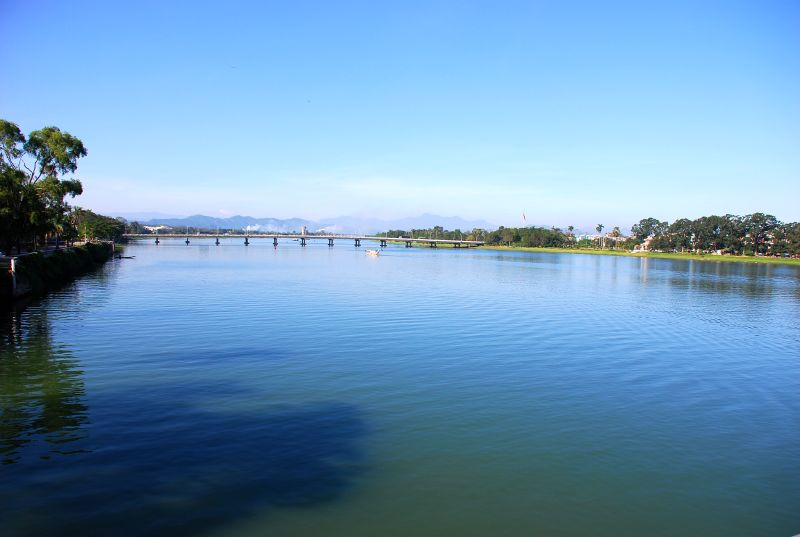
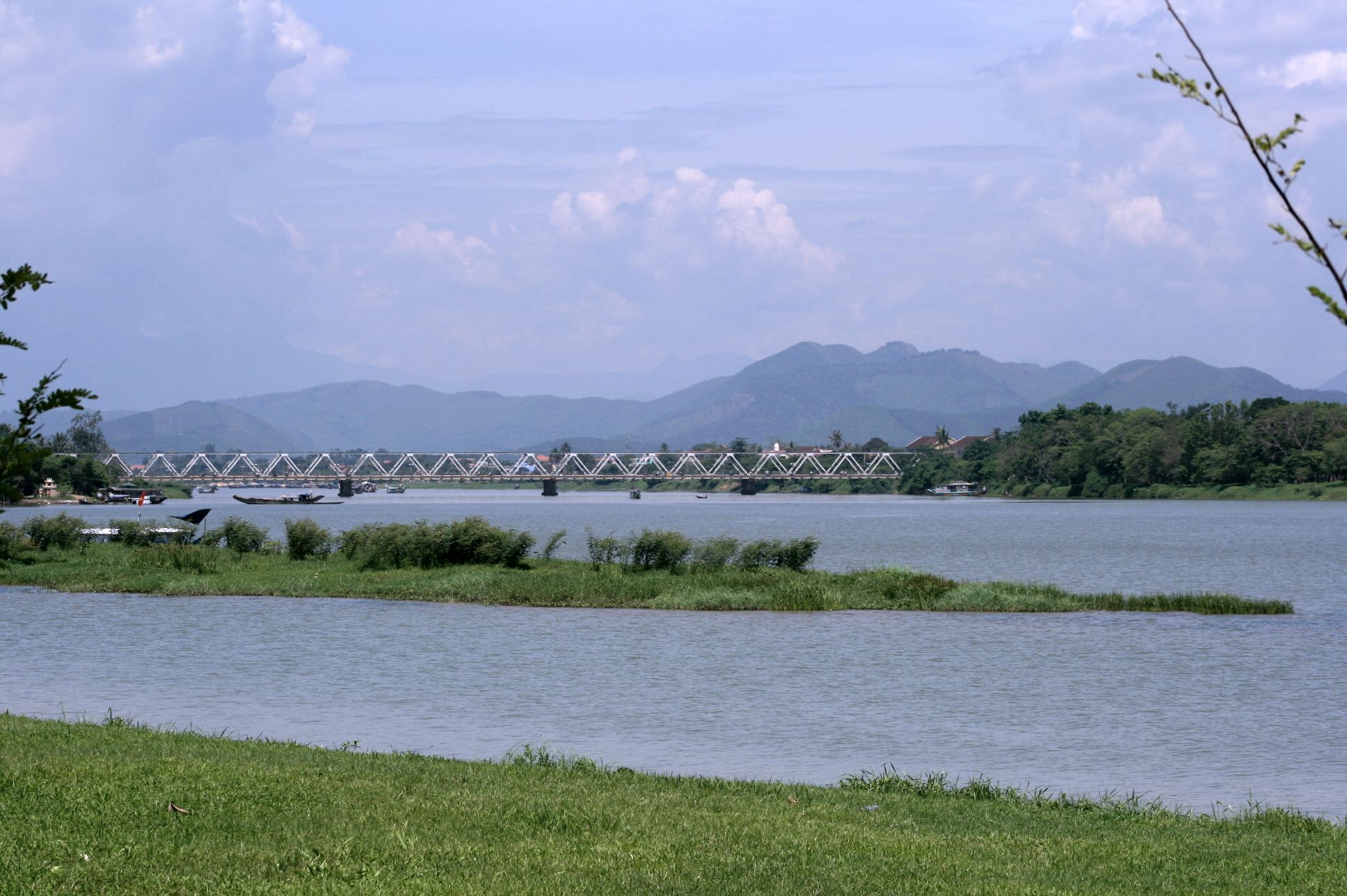
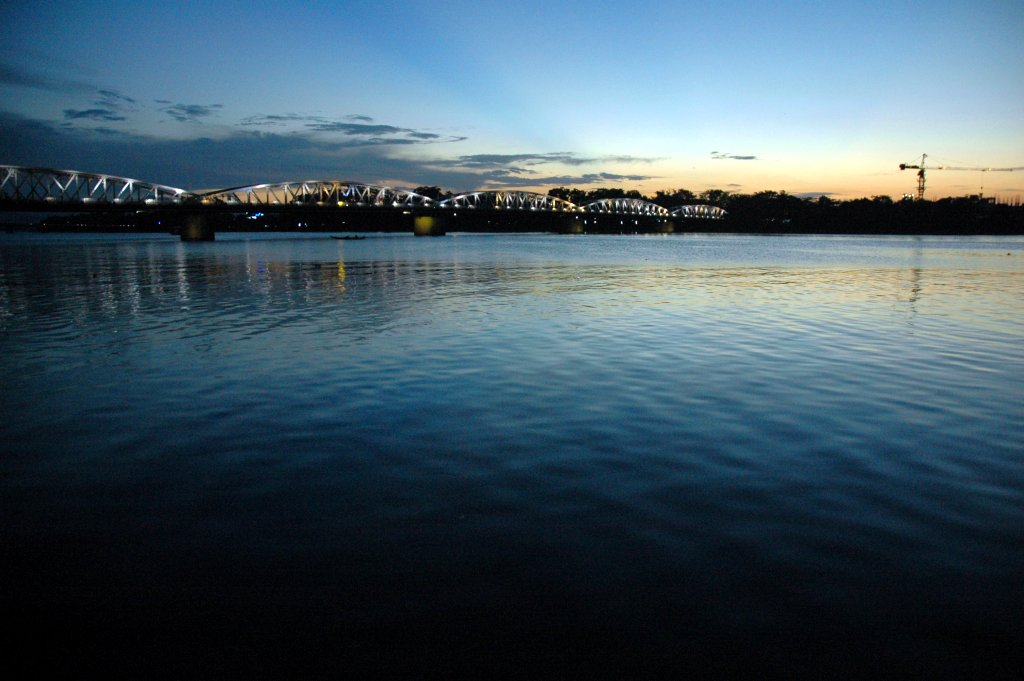
Sonnenuntergang mit der Truong-Tien-Brücke
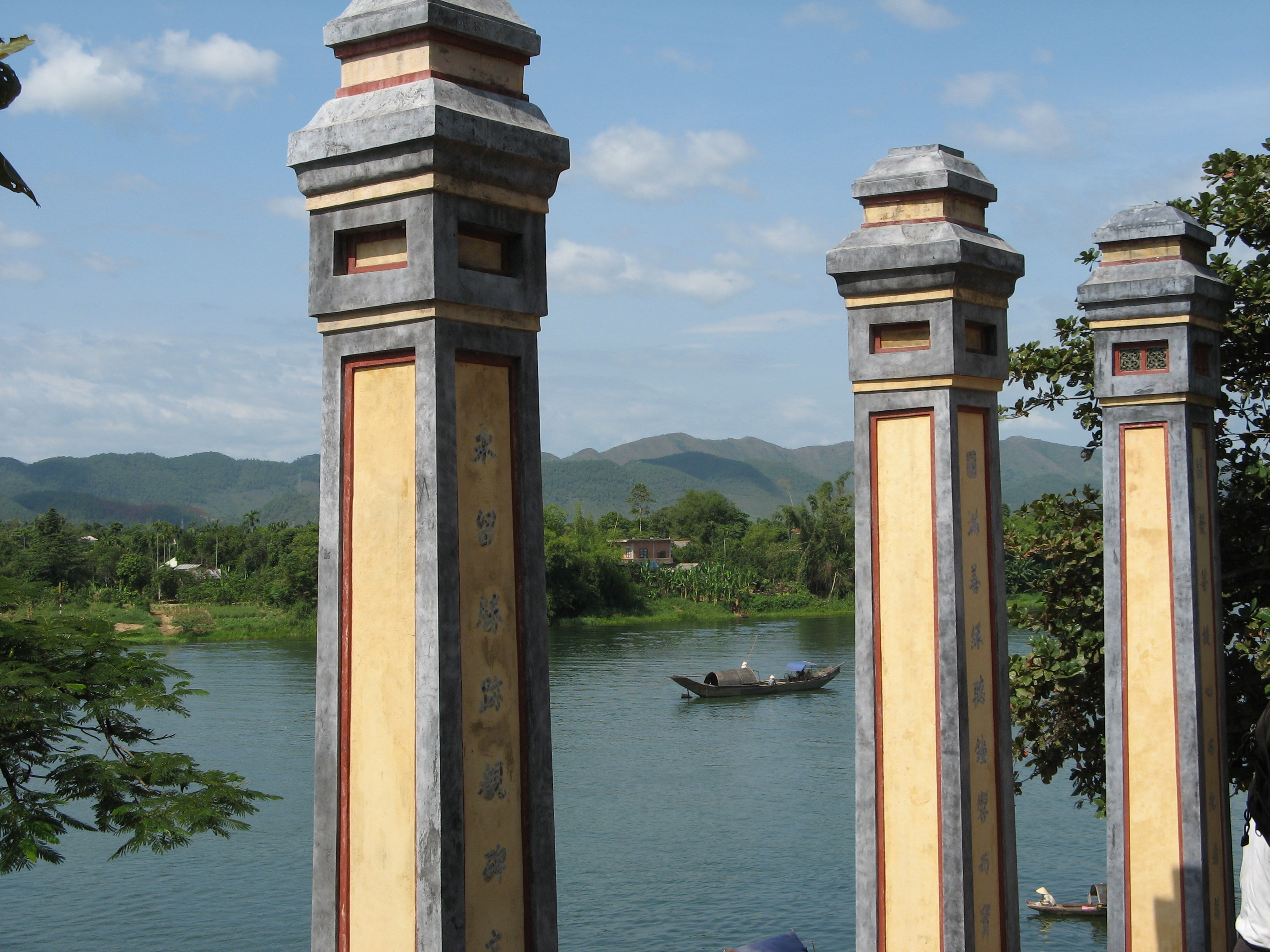
Blick von der Pagode der himmlischen Frau
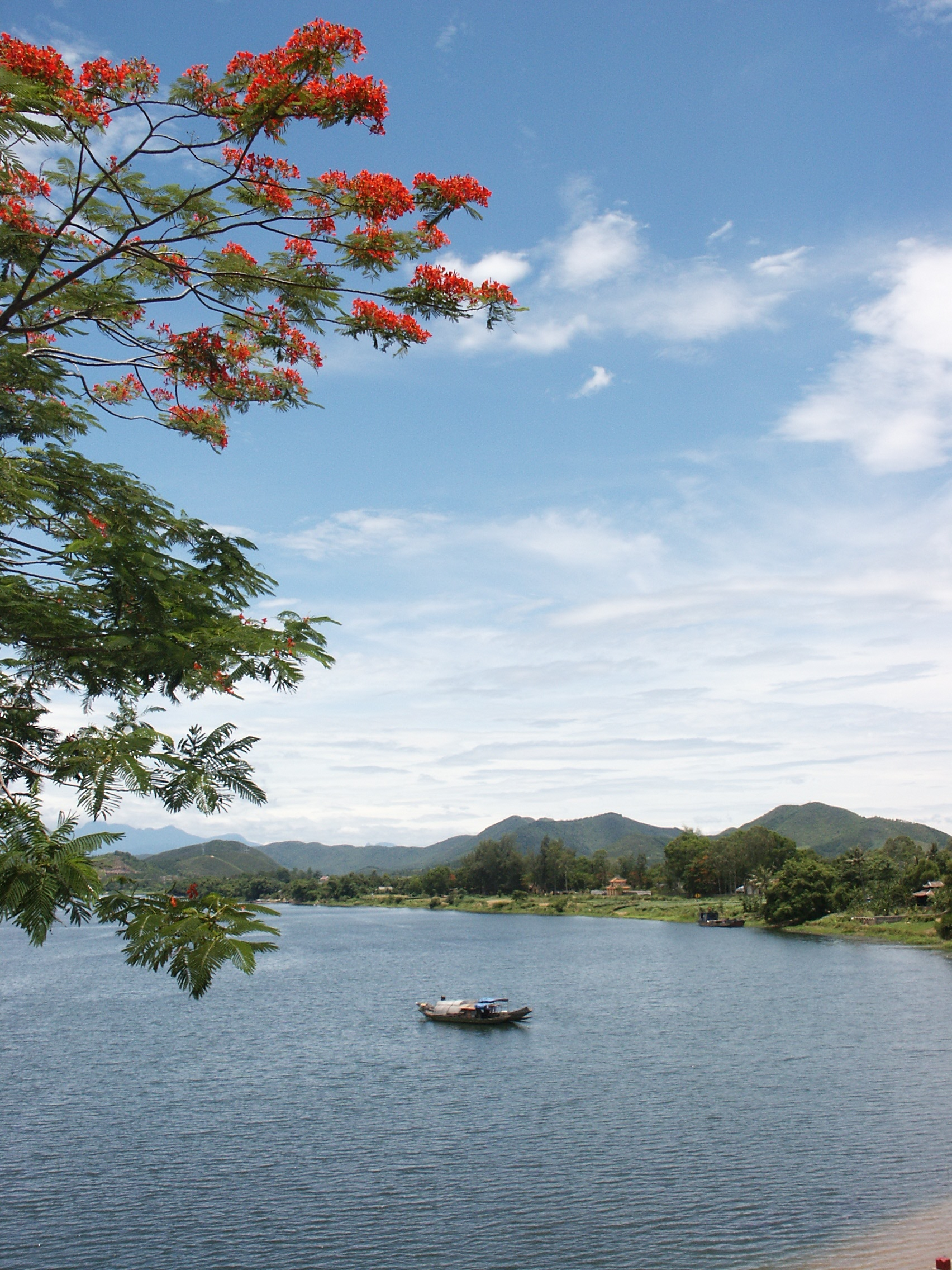
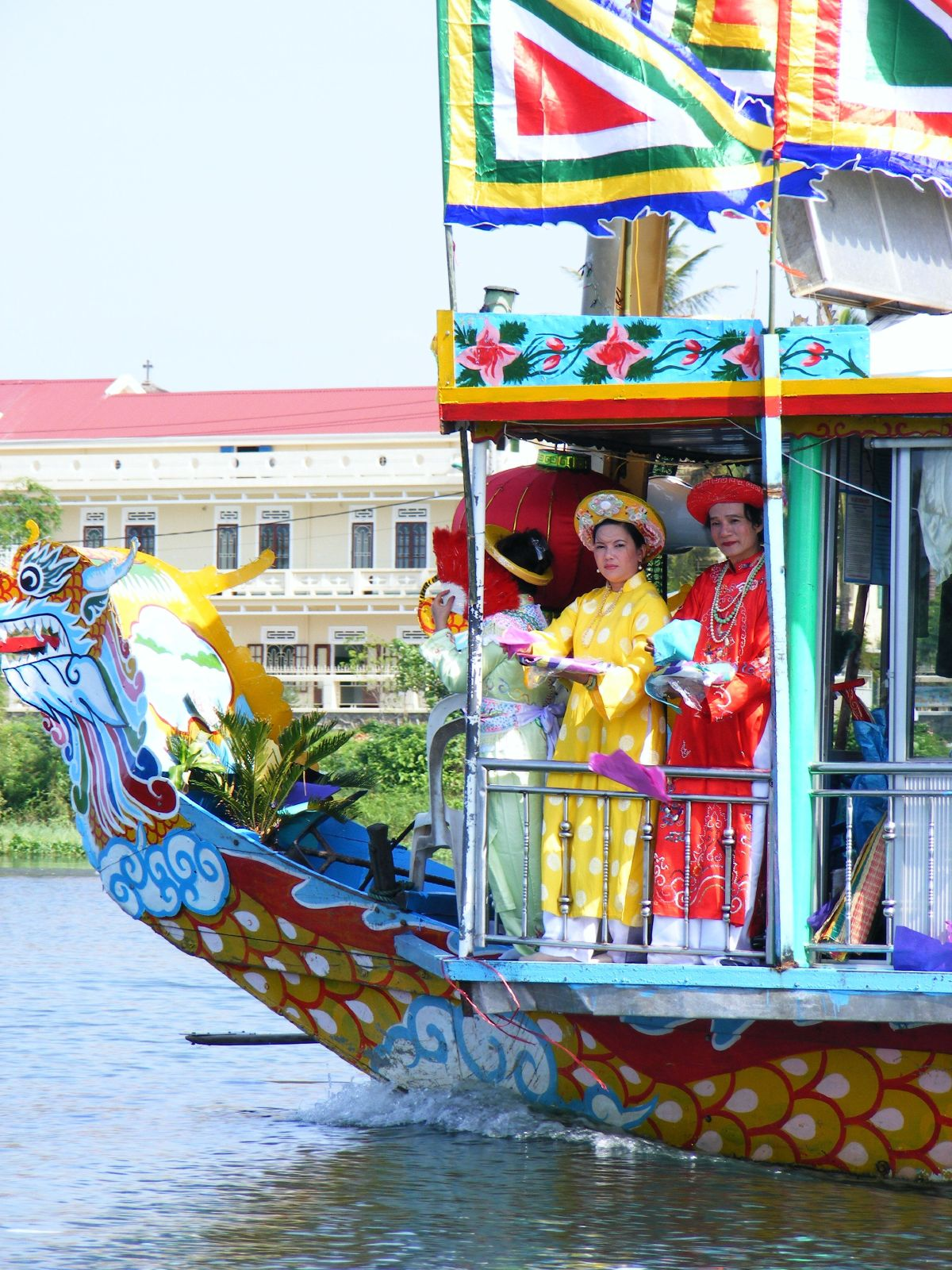
Geschmücktes Boot beim Huế-Festival
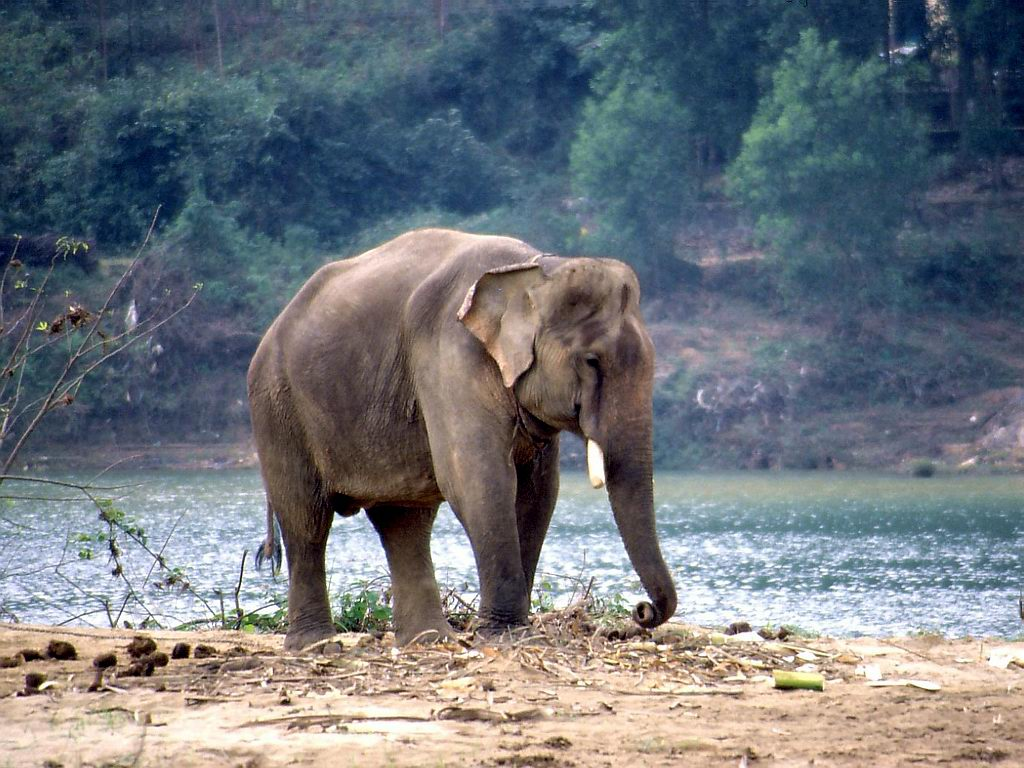
Arbeitselefant am Ufer des Parfüm-Flusses
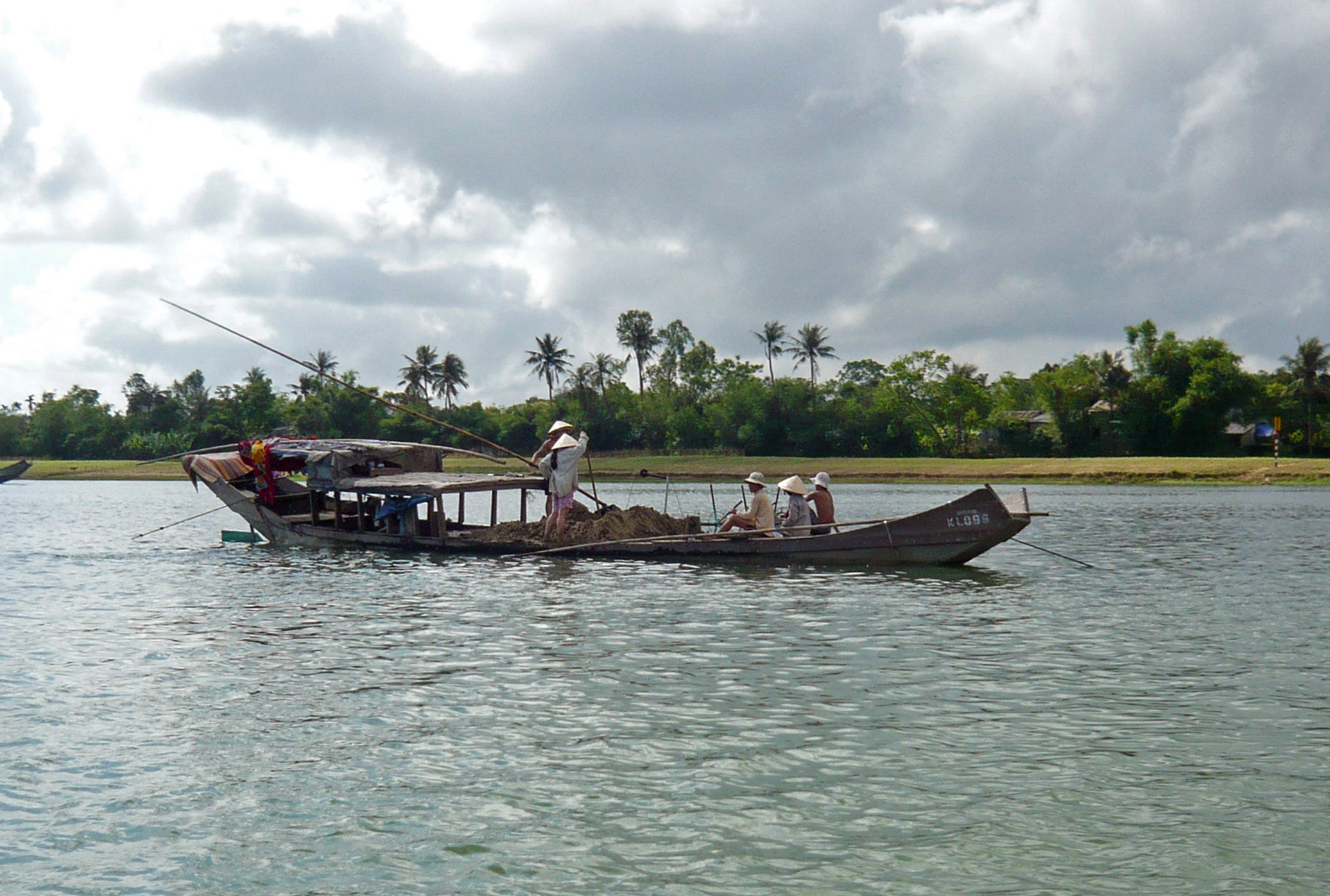
Transport auf dem Sông Hương